# Walter Laufer
Walter Laufer   (Cincinnati, 5 de juliol de 1906 - Midland, 16 de juliol de 1984) va ser un nedador estatunidenc que va competir durant la dècada de 1920.
El 1928 va prendre part en els Jocs Olímpics d'Amsterdam, on va disputar tres proves del programa de natació. Va guanyar la medalla d'or en els 4x200 metres lliures, formant equip amb Austin Clapp, George Kojac i Johnny Weissmuller; la de plata en els 100 metres esquena i fou cinquè en els 100 metres lliures.
El 1973 va ser incorporat a l'International Swimming Hall of Fame.